# Saint-Éloy-la-Glacière
Saint-Éloy-la-Glacière es una comuna francesa, situada en el departamento de Puy-de-Dôme, en la región de Auvernia. Está en el área del Parc naturel régional Livradois-Forez.

## Demografía
| 113 | 86 | 82 | 58 | 54 | 59 |
| Para los censos de 1962 a 1999 la población legal corresponde a la población sin duplicidades (Fuente: INSEE [Consultar]) |    |    |    |    |    |

## Comunas limítrofes
- en el cantón de Saint-Amant-Roche-Savine:
  - Saint-Amant-Roche-Savine;
- en el cantón de Cunlhat (arrondissement de Ambert):
  - Auzelles;
- en el cantón de Saint-Germain-l'Herm (arrondissement de Ambert):
  - Échandelys y Fournols.